# Dalima homora
Dalima homora är en fjärilsart som beskrevs av Eugen Wehrli 1940. Dalima homora ingår i släktet Dalima och familjen mätare. Inga underarter finns listade i Catalogue of Life.